# FK BSKバニャ・ルカ
FK BSKバニャ・ルカ（FK BSK Banja Luka）は、ボスニア・ヘルツェゴビナのスルプスカ共和国バニャ・ルカをホームタウンとするサッカークラブである。

## 歴史
バニャ・ルカでは1924年にジェリェズニチャル・バニャ・ルカが創設され、2年後にボラツ・バニャ・ルカ、1932年8月2日にBSKバニャ・ルカが創設された。
プルヴァ・リーガRS初年度の1995-96シーズンに西地域で6位の成績を残したが、1996-97シーズンは西地域で11位に終わり、ドルガ・リーガRSに降格した。

## 獲得タイトル
- ドルガ・リーガRS：1回
  - 1997-98